# Świerszcz (dopływ Wieprza)
Świerszcz – struga, lewy dopływ Wieprza o długości 8,82 km.
Jego źródło znajduje się w Międzyrzekach na terenie obszaru ochrony ścisłej. Płynie w Dolinie Zwierzynieckiej, na terenach leśnych i podmokłych w Roztoczańskim Parku Narodowym. Struga ma szerokość 1-3 m, przepływy to ok. 60 dm³/s. Wody płynące Świerszczem służą do zasilania stawów Echo, Czarnego i Florianieckiego Stawu. W Zwierzyńcu zasila Staw Kościelny, a kilkadziesiąt metrów dalej uchodzi do Wieprza.